# Psenes arafurensis
Psenes arafurensis är en fiskart som beskrevs av Günther, 1889. Psenes arafurensis ingår i släktet Psenes och familjen Nomeidae. Inga underarter finns listade i Catalogue of Life.